# Zaregoto
Zaregoto (戯言?), spesso indicata come Zaregoto series (戯言シリーズ?, Zaregoto shirīzu), è una serie di light novel, scritte dall'autore giapponese Nisio Isin, disegnate dall'illustratore Take e pubblicate da Kōdansha.
La serie è composta da nove volumi, pubblicate dal 5 febbraio 2002 al 7 novembre 2005, ha due serie spinoff chiamate Ningen series (人間シリーズ?, Ningen shirīzu), pubblicata in sette volumi dal 5 febbraio 2004 al 25 marzo 2010, e Saikyou series (最強シリーズ?, Saikyou shirīzu), pubblicata dal 3 aprile 2014 e in corso.
Una serie di OAV, prodotta da Shaft, è uscita ad ottobre 2016, composta da otto episodi adattando il primo volume.

## Trama
Il protagonista e narratore, un diciannovenne apatico studente universitario soprannominato "Ii" o "Ii-chan", accompagna l'amica ed esperta hacker Tomo Kunagisa ad un raduno di geni sulla remota l'isola della Piuma del Corvo Bagnato, organizzato da Iria Akagami, ricca e potente ragazza ma estromessa dalla sua famiglia. Ma quando uno degli ospiti viene trovato decapitato e l'arrivo del detective chiamato ad indagare è previsto solo fra una settimana, Ii si ritrova costretto a indagare e risolvere in fretta il caso.
Nonostante Ii-chan cerchi di rimanere un semplice spettatore degli eventi, finisce poi per essere coinvolto in prima persona nei misteri e delitti incontrati nei vari libri.

## Kubikiri Cycle: Aoiro Savant to Zaregoto Tsukai
| Nº | Titolo italiano Giapponese 「Kanji」 - Rōmaji | In onda           | In onda |
| Nº | Titolo italiano Giapponese 「Kanji」 - Rōmaji | Giapponese        |         |
| 1  | Giorno 3 (1): L'incontro dei saggi 「三日目(1) サヴァンの群青」 - San nichime (1): Savan no gunjō                                                                       | 26 ottobre 2016   |         |
| 2  | Giorno 3 (2): Assemblaggio e aritmetica 「三日目(2) 集合と算数」 - San nichime (2): Shūgō to sansū                                                                      | 30 novembre 2016  |         |
| 3  | Giorno 4 (1): Prima decapitazione 「四日目(1) 首斬り一つ」 - Yon nichime (1): Kubikiri hitotsu                                                                          | 25 gennaio 2017   |         |
| 4  | Giorno 4 (2): La tragedia dello 0.14 「四日目(2) 0.14の悲劇」 - Yon nichime (2): 0.14 no higeki                                                                         | 22 febbraio 2017  |         |
| 5  | Giorno 5 (1): Seconda decapitazione 「五日目(1) 首斬り二つ」 - Go nichime (1): Kubikiri futatsu                                                                         | 29 marzo 2017     |         |
| 6  | Giorno 5 (2): Menzogne 「五日目(2) 嘘」 - Go nichime (2): Uso | 31 maggio 2017    |         |
| 7  | Giorno 5 (3): Piume di corvo bagnate 「五日目(3) 鴉の濡れ羽」 - Go nichime (3): Karasu no nurewa                                                                        | 30 agosto 2017    |         |
| 8  | Fine settimana: Separazione - Giorni dopo: La fiaba cremisi 「一週間後 分岐 - 後日談 まっかなおとぎばなし」 - Ichi shūkan: Go bunki - Gojitsudan: Makka nao togibanashi | 27 settembre 2017 |         |